# تپه چقا جعفر
تپه چقا جعفر مربوط به عصر مفرغ - سده‌های میانه دوران‌های تاریخی پس از اسلام است و در شهرستان دالاهو، بخش مرکزی، ۳ کیلومتری غرب شهر کرند غرب واقع شده و این اثر در تاریخ ۲۷ اسفند ۱۳۸۶ با شمارهٔ ثبت ۲۲۴۹۶ به‌عنوان یکی از آثار ملی ایران به ثبت رسیده است.